# Bradypodion
Bradypodion är ett släkte av ödlor. Bradypodion ingår i familjen kameleonter.
Arterna är med en vikt omkring 7 g ganska små. De förekommer i södra Afrika från Moçambique och Namibia till Sydafrika. Svansen är allmänt lite kortare än huvud och bål tillsammans och några arter har en kam på ovansidan. Hos flera släktmedlemmar är hannar tydlig mindre än honor. Honor kan vara två till fem gånger tyngre. Allmänt består populationen av många ungdjur och därför är skillnaden inte påfallande. Släktets medlemmar är dagaktiva och de klättrar i växtligheten.
Arter enligt Catalogue of Life:
- Bradypodion adolfifriderici
- Bradypodion caffrum
- Bradypodion carpenteri
- Bradypodion damaranum
- Bradypodion dracomontanum
- Bradypodion excubitor
- Bradypodion fischeri
- Bradypodion gutturale
- Bradypodion karrooicum
- Bradypodion melanocephalum
- Bradypodion mlanjense
- Bradypodion nemorale
- Bradypodion occidentale
- Bradypodion oxyrhinum
- Bradypodion pumilum
- Bradypodion setaroi
- Bradypodion taeniabronchum
- Bradypodion tavetanum
- Bradypodion tenue
- Bradypodion thamnobates
- Bradypodion transvaalense
- Bradypodion uthmoelleri
- Bradypodion ventrale
- Bradypodion xenorhinum

IUCN listar flera arter som starkt hotade (EN).